# Mustafa Abdellaoue
Mustafa Abdellaoue (ur. 1 sierpnia 1988 w Oslo) – norweski piłkarz pochodzenia marokańskiego występujący na pozycji napastnika. Brat Mohammeda Abdellaoue i kuzyn Omara Elabdellaoui, także piłkarzy.

## Życiorys

### Kariera klubowa
Abdellaoue seniorską karierę rozpoczynał w 2006 roku w zespole Skeid Fotball z 1. divisjon. W 2007 roku spadł z nim do 2. divisjon. W 2008 roku z 17 golami na koncie został królem strzelców tych rozgrywek.
W 2009 roku Abdellaoue podpisał kontrakt z drużyną Vålerenga Fotball. W Tippeligaen zadebiutował 15 marca 2009 w przegranym 0:3 pojedynku z Rosenborgiem. 13 kwietnia 2009 w wygranym 2:1 spotkaniu z Lillestrøm SK zdobył pierwszą bramkę w Tippeligaen. Sezon 2011 spędził na wypożyczeniu w Tromsø IL. W tamtym sezonie z 17 bramkami został królem strzelców Tippeligaen.
Na początku 2012 roku Abdellaoue odszedł do duńskiego FC København. W Superligaen pierwszy mecz zaliczył 4 marca 2012 przeciwko Aalborgowi (1:1). W tym samym roku zdobył z zespołem Puchar Danii.
W 2013 roku został najpierw wypożyczony do Vålerengi, a następnie do Odense BK. 1 lipca 2014 przeszedł do Aalesunds FK. 24 stycznia 2018 został zawodnikiem Strømsgodset IF.
16 sierpnia 2019 podpisał kontrakt z norweskim klubem Sarpsborg 08 FF, umowa do 31 grudnia 2021.

### Kariera reprezentacyjna
W reprezentacji Norwegii Abdellaoue zadebiutował 15 stycznia 2012 w zremisowanym 1:1 meczu Pucharu Króla Tajlandii z Danią.